# Johannes K. Engel
Johannes K. Engel (* 29. April 1927 in Berlin; † 4. Januar 2018 in Hamburg) war ein deutscher Journalist.

## Leben
Engel war seit 1947 als Zeitungsjournalist für das Magazin Spiegel tätig, zuerst als Korrespondent in Frankfurt. In der Redaktion war Engel zuständig für die Bereiche Städtebau, Medizin, Film und Fernsehen; dabei als Autor für den Bericht über das Wunder von Hannover zu Verkehrsplanung und Städtebau in Nr. 22/1959. 
Von 1962 bis 1968 war er gemeinsam mit Claus Jacobi Chefredakteur des Spiegel. Ihnen folgte von 1962 bis 1963 Leo Brawand als Chefredakteur (Spiegel-Affäre). Seit 1969 war Engel erneut Chefredakteur des Spiegel und teilte sich diese Position mit Günter Gaus. Ab 1973 teilte er sich die Position des Chefredakteurs mit Erich Böhme, ab 1986 zusätzlich mit Werner Funk, bis 1987.